# Império Acádio
Império Acádio (também chamado Império Acadiano ou Império da Acádia ou somente Acádia) foi o primeiro império multiétnico, governado a partir de um centro, conhecido da História. Situava-se na Mesopotâmia, centrado na cidade de Acádia e sua região circundante, que a Bíblia também chamava de "Acádia". Este uniu os falantes acádios e sumérios sob um único governo. O Império Acadiano exerceu influência na Mesopotâmia, no Levante e na Anatólia, ao enviar expedições militares ao sul até Dilmum e Magão (atual Barém e Omã) na Península Arábica.
O período acadiano é geralmente datado de c. 2334 até c. 2154 a.C. Foi precedido pelo Período Dinástico Arcaico e sucedido pela Terceira Dinastia de Ur. Durante o III milênio a.C., desenvolveu-se uma simbiose cultural muito íntima entre os sumérios e os acadianos, que incluiu o bilinguismo generalizado. O acadiano, uma língua semítica oriental, gradualmente substituiu o sumério como língua falada em algum momento entre o terceiro e o II milênio a.C. (a data exata ainda é uma questão em debate).
O Império Acadiano atingiu seu ápice político entre o século XXIV e XXII a.C., seguindo as conquistas de seu fundador Sargão da Acádia. Sob o regime de Sargão e seus sucessores, a língua acádia foi brevemente imposta aos Estados vizinhos conquistados, como Elam e Gutium. A Acádia é às vezes considerada como o primeiro império da história, embora o significado deste termo não seja preciso, além de haver requerentes sumérios anteriores. Após a queda do Império Acádio, o povo da Mesopotâmia finalmente se uniu em duas grandes nações de língua acadiana: a Assíria, no norte, e, alguns séculos depois, a Babilônia, no sul.

## Etimologia
O nome "Acádia" é provavelmente uma invenção suméria, aparecendo, por exemplo, na lista de reis sumérios, donde possivelmente deriva a forma semítica assírio-babilônica tardia akkadû ("da, ou pertencente à, Acádia").
É bastante provável que o nome não-semítico "Ágade" signifique "coroa (ago) de fogo (de)" em alusão a Istar, a "deusa brilhante" ou "refulgente", a divindade tutelar da estrela da manhã e do entardecer e deusa da guerra e do amor (cf. Vênus, Afrodite, Lúcifer), cujo culto era praticado nos absolutos primórdios da Acádia. Esse fato também é comprovado por Nabonido, que relata  como a adoração a Istar terminou sendo suplantada pela da deusa Anunite, uma outra personificação da ideia de Istar, cujo santuário ficava em Sipar. É crucial deixar claro que havia duas cidades de nome Sipar: uma sob a proteção de Samas, o deus do sol; e uma sob a de Anunite, fato que vigorosamente indica uma provável proximidade entre Sipar e Ágade. Uma outra teoria, surgida em 1911, sugere que Ágade postava-se em frente a Sipar, do lado esquerdo da margem do rio Eufrates, e que era provavelmente a parte antiga da cidade de Sipar.
Na literatura babilônica que surgiria posteriormente, o nome Acádia, bem como Suméria, aparece como parte de títulos de nobreza, como o termo sumério lugal Kengi (ki) Uru (ki) ou o termo acádio ar māt umeri u Akkadi (ambos traduzidos como "rei da Suméria e da Acádia"), que terminaram significando simplesmente "rei da Babilônia".
Mencionada uma única vez no Antigo Testamento (cf. Gênesis 10:10 - O princípio do seu reino foi Babel, Ereque (ou Uruque), Acade e Calné, na terra de Sinar., também como Agade, dependendo da tradução), a Acádia é, em hebraico, é grafada como אכּד, ak-kad, a palavra em si provindo duma raiz infrequente que provavelmente significa "fortificar" ou "reforçar", ou ainda "fortaleza". Em variantes do grego antigo, é grafada como αχάδ (achad), αρχάδ (archad), ou ainda, apesar de raro, αξάδ (axad); em grego moderno, como Ακκάδ, Akkad. No Antigo Testamento, é descrita como uma das cidades principais: Acádia, Babel, Ereque e Calné, constituindo o núcleo do reino de Ninrode, presente em textos como a lista de reis sumérios. A forma semítica assírio-babilônica posterior, Akkadu, ou Accadu ("de ou pertencente à Acádia"), é provavelmente uma forma derivada de Ágade.

## História

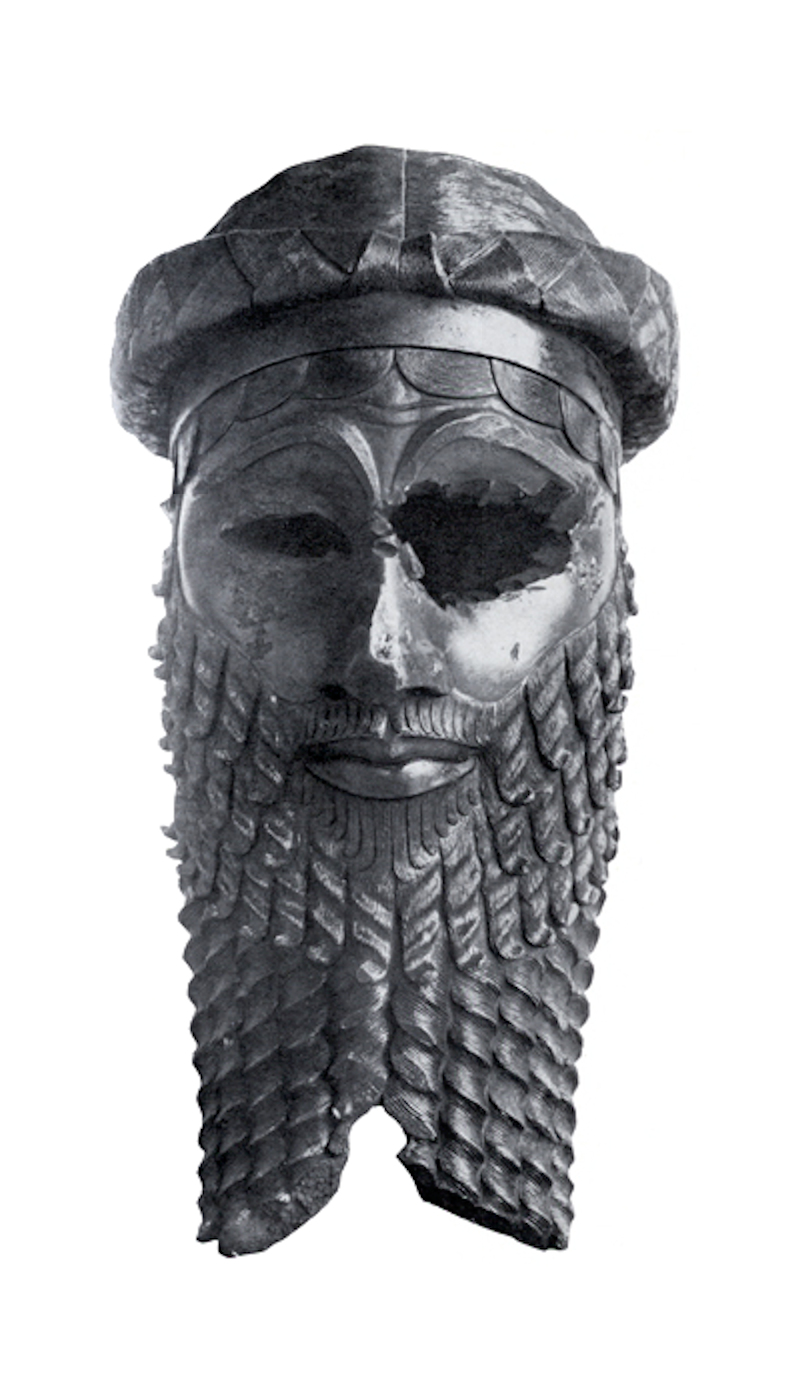
Cabeça de bronze de um acadiano, provavelmente uma imagem de Manistusu ou NArã-Sim; descendentes de Sargão (Museu Nacional do Iraque)

Quando Sargão I, patesi da cidade de Acádia, subiu ao poder em 2334 a.C. ele levou a cabo uma série de campanhas militares que culminaram na conquista de muitas das regiões circunvizinhas, terminando por criar um império de grandes proporções, cobrindo todo o Oriente Médio e chegando a se estender até o Mar Mediterrâneo e a Anatólia. Sargão I era chamado "soberano dos quatro cantos da terra", em reconhecimento ao sucesso da unificação mesopotâmica. É interessante notar, contudo, que, apesar da unificação, as estruturas políticas da Suméria continuaram existindo. Os reis das cidades-estados sumerianas foram mantidos no poder e reconheciam-se como tributários dos conquistadores acadianos.
O império criado por Sargão desmoronou após dois séculos, em 2154 a.C., em consequência de revoltas internas e dos ataques dos gútios, nômades originários dos montes Zagros, no Alto do Tigre, que investiam contra as regiões urbanizadas, uma vez que a sedentarização das populações do Oriente Médio lhes dificultava a caça e o pastoreio.

### Colapso

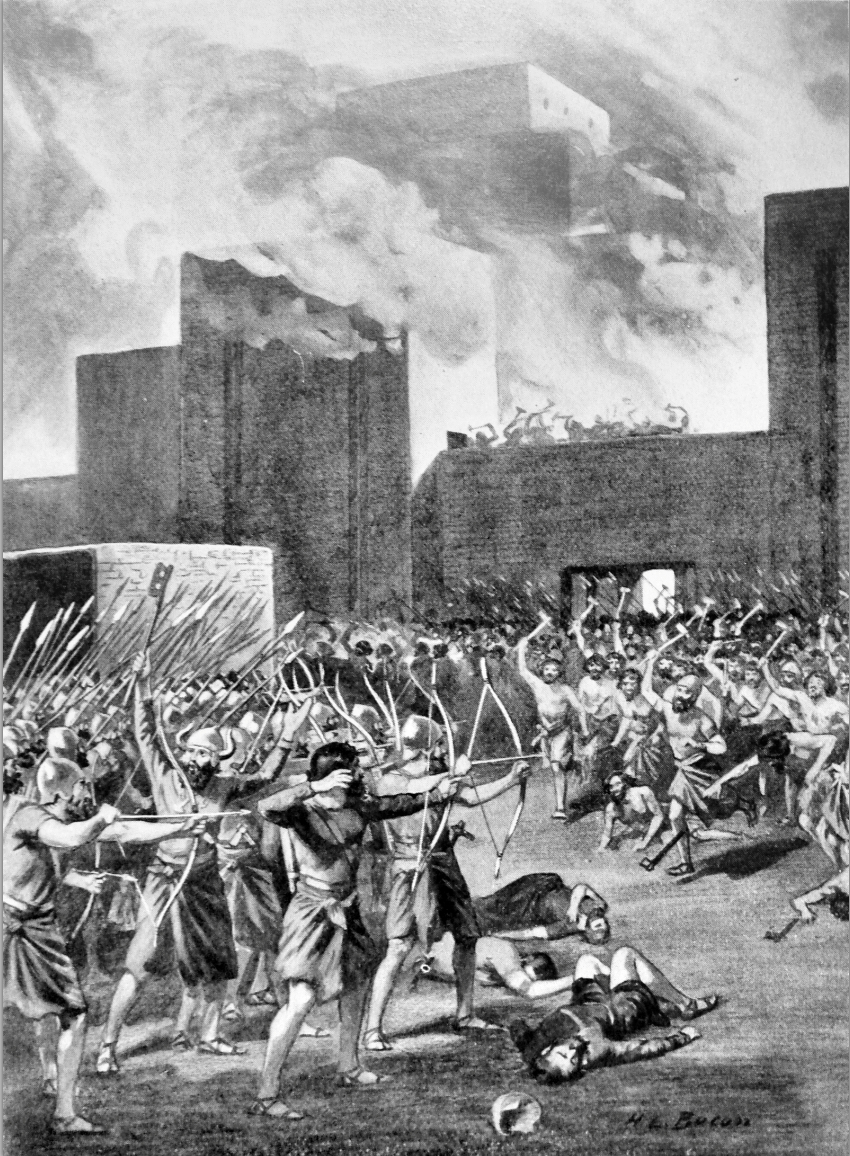
Os gútios (à direita) capturam uma cidade da Babilônia, enquanto os acadianos estão posicionados do lado de fora da cidade (à esquerda). Ilustração do século XIX

O império caiu talvez no século XXII a.C., 180 anos após sua fundação, dando início a uma "Idade das Trevas", sem nenhuma autoridade imperial proeminente até o surgimento da Terceira Dinastia de Ur. A estrutura política da região pode ter voltado ao status quo anterior de governança local, através das cidades-Estados.
Por volta de 2150 a.C., os gútios conquistaram a civilização sumério-acadiana. O domínio intermitente dos gútios durou um século, sendo substituído no século seguinte (r. 2100–1950 a.C.) por uma dinastia proveniente da cidade-estado de Ur.

#### Seca
Uma teoria associa o declínio regional no final do período acadiano (e do Primeiro Período Intermediário após o Império Antigo no Antigo Egito) foi associada a um aumento rápido da aridez e à falta de chuvas na região do antigo Oriente Próximo, causada por uma seca global em escala centenária. O arqueólogo Harvey Weiss mostrou que:
...dados arqueológicos e estratigráficos do solo definem a origem, o crescimento e o colapso de Subir, a civilização agrícola alimentada pela chuva do terceiro milênio do norte da Mesopotâmia, nas planícies de Habur, na Síria. Em 2200 a.C., um aumento acentuado na aridez e na circulação do vento, após uma erupção vulcânica, induziu uma considerável degradação das condições de uso da terra. Depois de quatro séculos de vida urbana, esta abrupta mudança climática evidentemente causou o abandono de Tell Leilan, a deserção regional e o colapso do Império Acadiano, baseado no sul da Mesopotâmia. O colapso síncrono em regiões adjacentes sugere que o impacto da brusca mudança climática foi extenso.
Peter B. de Menocal, mostrou que "havia uma influência da oscilação do Atlântico Norte no fluxo dos rios Tigre e Eufrates neste período, o que levou ao colapso do Império Acadiano".

## Governo
O governo acadiano formou um "padrão clássico" com o qual todos os futuros Estados da Mesopotâmia se comparariam. Tradicionalmente, o ensi era o mais alto funcionário das cidades-Estados da Suméria. Nas tradições posteriores, tornava-se um ensi casando-se com a deusa Inana, legitimando o governo através do consentimento divino. Registros no complexo administrativo de Brak também sugerem que os acadianos designavam moradores locais como cobradores de impostos.

## Economia

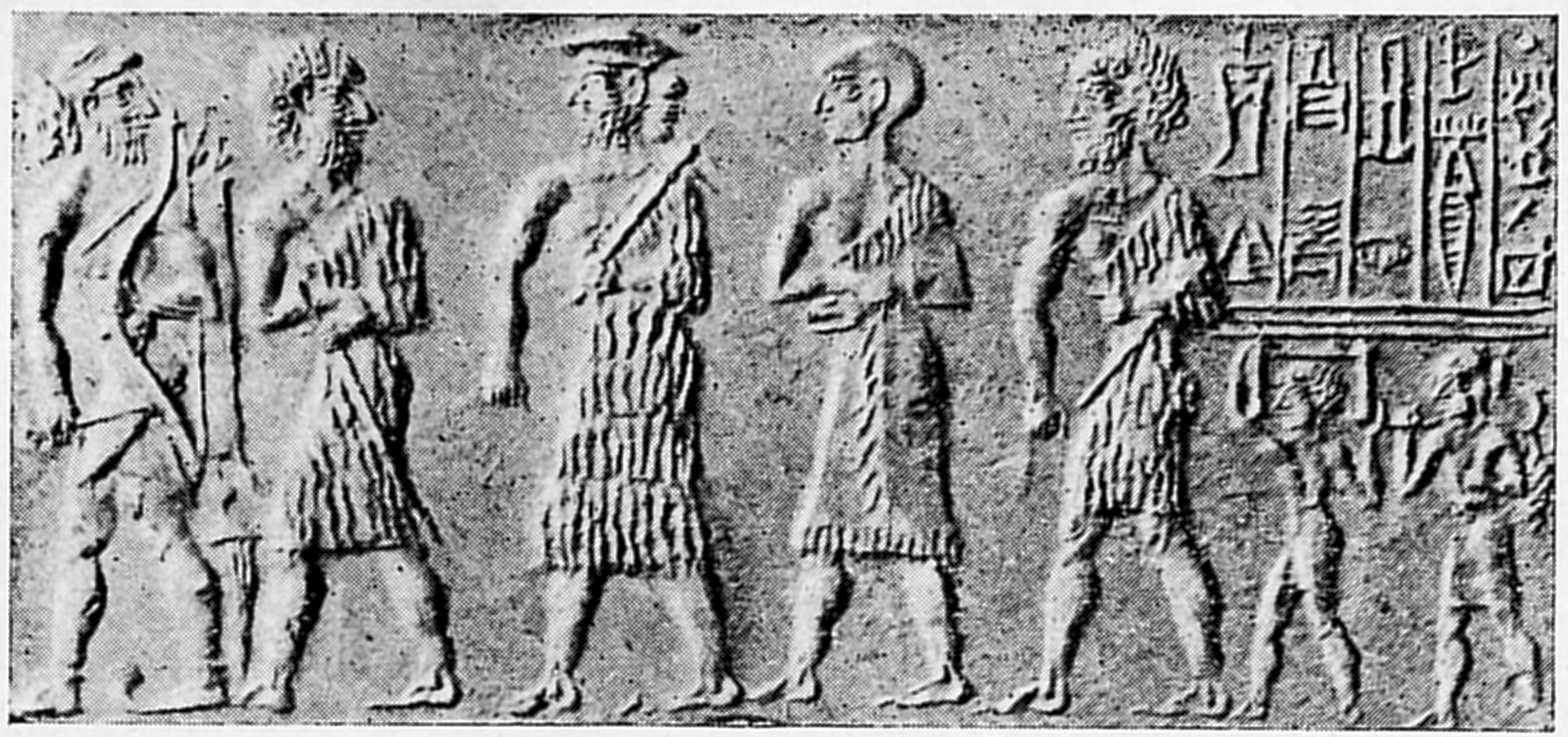
Selo cilíndrico do escriba Calqui (Kalki), mostrando o príncipe Ubil-Estar, provável irmão de Sargão, com dignitários (um arqueiro na frente, o escriba segurando uma tábua seguindo o príncipe e dois dignitários com armas).

A população acadiana, como quase todos os estados pré-modernos, dependia inteiramente dos sistemas agrícolas da região, que parecem ter dois centros principais: as terras irrigadas do sul do Iraque, que tradicionalmente tinham um rendimento de 30 grãos gerados para cada um semeado, e a agricultura de sequeiro do norte do Iraque, conhecido como o "País Superior". O sul do Iraque, durante o período acadiano, parece estar se aproximando do nível atual de chuvas de menos de 20 mm por ano. Como resultado disto, a agricultura dependia totalmente da irrigação. Antes do período acadiano, a salinização progressiva dos solos, produzida por irrigação mal drenada, vinha reduzindo os rendimentos do trigo na parte sul do país, levando à conversão para um cultivo de cevada mais tolerante ao sal. As populações urbanas já atingiram seu pico já em 2 600 a.C. e as pressões demográficas foram altas, contribuindo para a ascensão de um militarismo aparente imediatamente antes do período acadiano (como visto na Estela dos Abutres de Eanatum). A guerra entre as cidades-Estado levou a um declínio populacional, do qual a Acádia proporcionou uma pausa temporária. Foi este alto grau de produtividade agrícola no sul que permitiu o crescimento das densidades populacionais mais altas do mundo nessa época, dando aos acadianos sua vantagem militar.

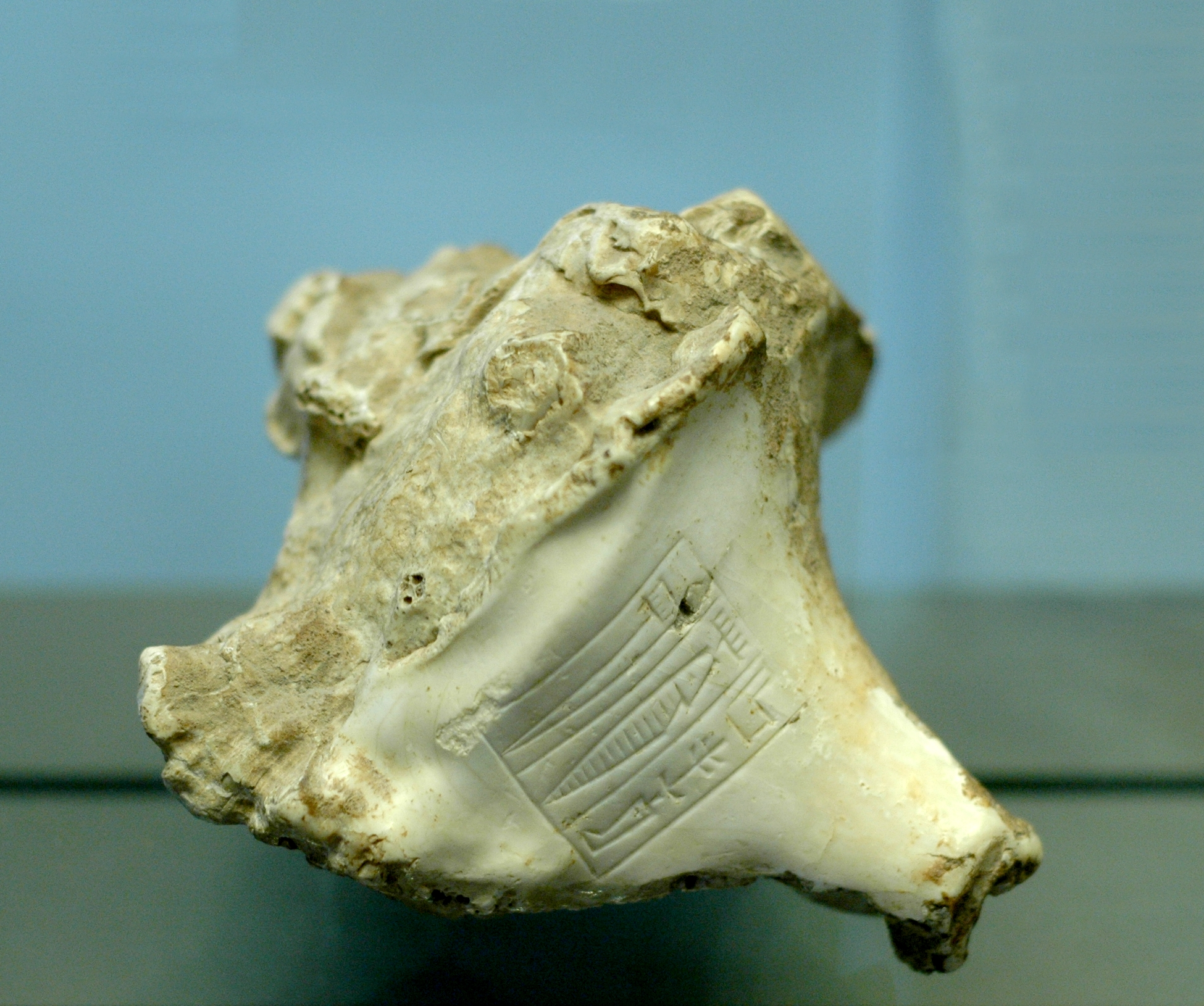
Concha do mar de um murex com o nome de Rimus, rei de Quis, c., Louvre, negociado a partir da costa do Mediterrâneo, onde foi usado pelos cananeus para fazer uma tintura roxa

O lençol freático nessa região era muito alto e reabastecido regularmente por tempestades de inverno nas cabeceiras do Tigre e Eufrates de outubro a março e pela neve derretida de março a julho. Os níveis de inundação, que estavam estáveis entre cerca de 3000 a 2600 a.C., começaram a cair e, no período acadiano, eram de meio metro a um metro abaixo do registrado anteriormente. Mesmo assim, a topografia plana da região e as incertezas climáticas tornaram as enchentes muito mais imprevisíveis do que no caso do Nilo; graves inundações parecem ter ocorrido regularmente, exigindo manutenção constante de valas de irrigação e sistemas de drenagem. Os agricultores eram recrutados em regimentos para este trabalho de agosto a outubro - um período de escassez de alimentos - sob o controle das autoridades do templo da cidade, agindo assim como uma forma de alívio do desemprego. Gwendolyn Leick sugeriu que este era o emprego original de Sargão o rei de Quis, o que deu-lhe experiência para organizar efetivamente grandes grupos de homens; uma tabuleta diz: "Sargão, o rei, a quem Enlil não permitia rival - 5 400 guerreiros comiam pão todos os dias antes dele".
A colheita era feita no final da primavera e durante os meses secos do verão. Os amorreus nômades do noroeste levavam seus rebanhos de ovelhas e cabras para pastar no resíduo da colheita que eram regados pelo rio e pelos canais de irrigação. Por este privilégio, tinham de pagar uma taxa de lã, carne, leite e queijo aos templos, que distribuiriam esses produtos à burocracia e ao sacerdócio. Em anos bons, tudo funcionava bem, mas nos anos ruins, pastagens selvagens ficavam em falta no inverno e os nômades tentavam pastar seus rebanhos nos campos de grãos, o que resultava em conflitos com os agricultores. Parece que o subsídio das populações do sul pela importação de trigo do norte do Império superou temporariamente esse problema e parece ter permitido a recuperação econômica e uma população crescente dentro desta região.

### Comércio internacional

Localizações das terras estrangeiras para os mesopotâmicos, como Elam, Magan, Dilmum, Marhashi e Meluhha

Como resultado, a civilização suméria-acadiana tinha um excedente de produtos agrícolas, mas tinha que importar quase todo o resto, particularmente minérios de metal, madeira e pedra de construção. A expansão do Estado acadiano até a "montanha de prata" (possivelmente os Montes Tauro), os "cedros" do Líbano e os depósitos de cobre de Magão, foi em grande parte motivada pelo objetivo de assegurar o controle sobre estes recursos. Uma tabuleta registra:
Sargão, o rei de Quis, triunfou em trinta e quatro batalhas (sobre as cidades) até a beira do mar (e) destruiu suas muralhas. Ele fez os navios de Meluhha, os navios de Magão (e) os navios de Dilmum amarrado ao lado do cais de Agade Sargão o rei prostrou-se antes (o deus) Dagã (e) fez súplicas a ele, e ele (Dagan) deu-lhe a terra superior, ou seja, Mari, Iarmuti, (e) Ebla , até a floresta de cedro (e) até a montanha de prata "— - Inscrição por Sargão de Akkad (ca.2270-2215 aC)
O comércio internacional se desenvolveu durante o período acadiano. As relações indo-mesopotâmicas também parecem ter se expandido: Sargão da Acádia (por volta de 2300 ou 2250 a.C.) foi o primeiro governante da Mesopotâmia a fazer uma referência explícita à região de Meluhha, que é geralmente entendida como a região do Baluchistão ou do rio Indo.

## Cultura

### Arte

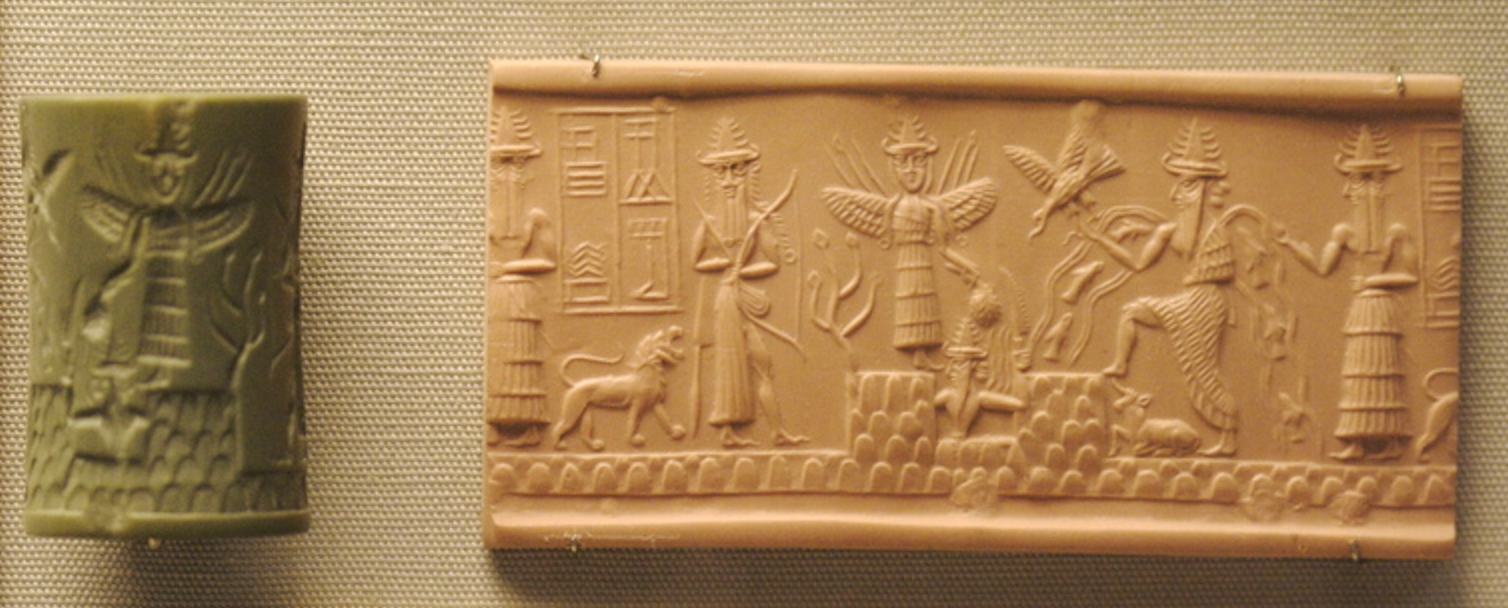
"Selo de Ada", Império Acádio, 2300 a.C.. Da esquerda para a direita: inscrição "Ada, o escriba"; deus da caça com arco e flecha; deus Istar com armas saindo de seus ombros; o deus-sol Samas; a ave do destino Zu; o deus da água Ea com um touro entre as pernas e o deus de face dupla Usimu com a mão direita levantada.

Na arte, havia uma grande ênfase nos reis da dinastia, ao lado de muitos que continuaram a arte suméria anterior. Pouca arquitetura permaneceu intacta. Em grandes e pequenas obras, como focas, o grau de realismo foi consideravelmente aumentado, mas os selos mostram um "mundo cruel de conflito violentos, de perigo e incerteza, um mundo em que o homem é submetido sem apelo aos incompreensíveis atos de divindades distantes e temerosas que ele deve servir, mas não pode amar. Esse humor sombrio ... permaneceu característico da arte mesopotâmica ... ".
Os acádios usavam as artes visuais como um vetor de ideologia. Eles desenvolveram um novo estilo para selos cilíndricos, reutilizando decorações tradicionais de animais, mas organizando-as em torno de inscrições. As figuras também se tornaram mais esculturais e naturalistas. Novos elementos também foram incluídos, especialmente em relação à rica mitologia acadiana.

### Língua

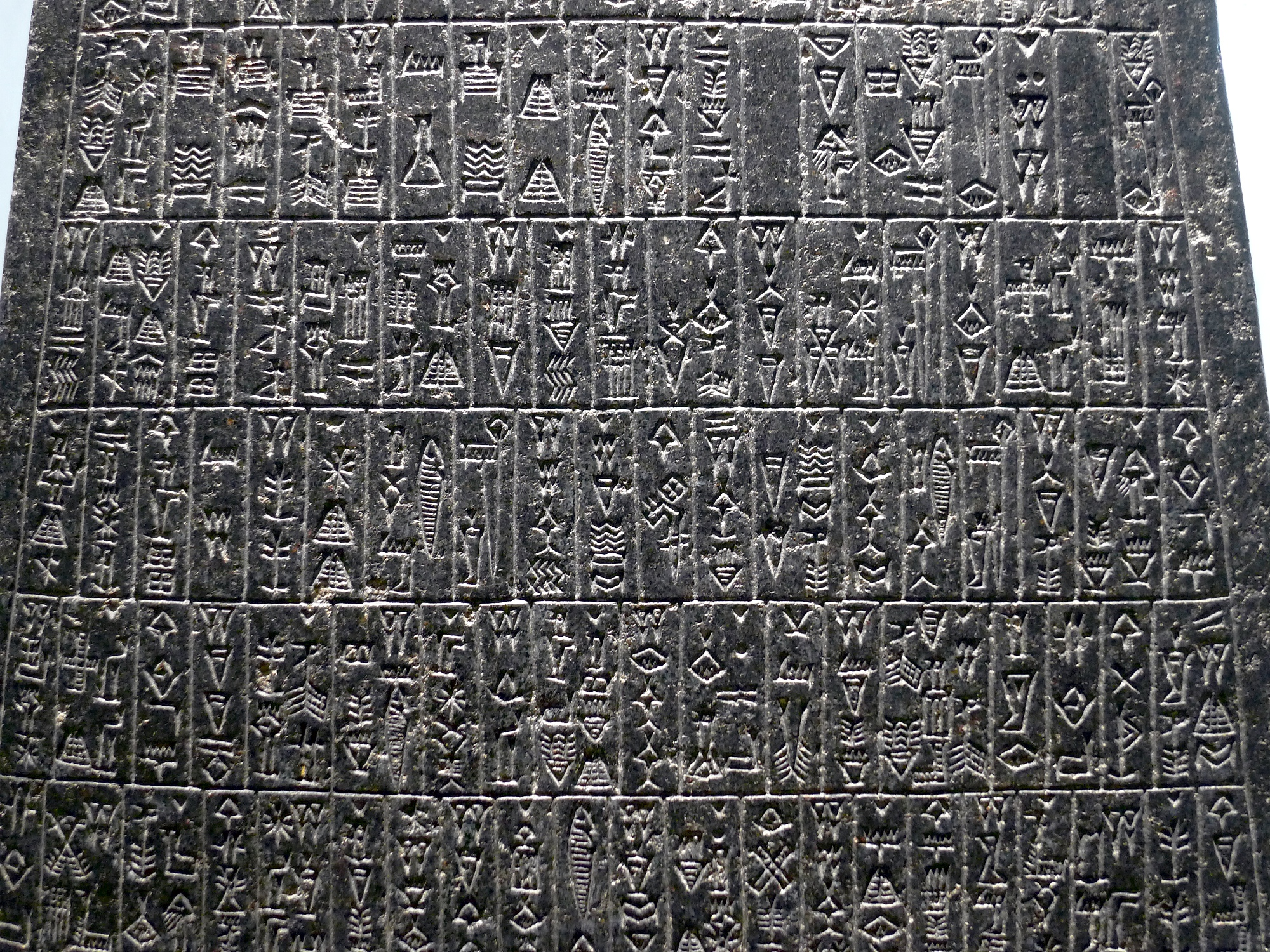
Inscrições em acadiano no obelisco de Manistusu

Durante o III milênio a.C., desenvolveu-se uma simbiose cultural muito íntima entre os sumérios e os acadianos, que incluiu o bilinguismo generalizado. A influência do sumério no acadiano (e vice-versa) é evidente em todas as áreas, desde o empréstimo lexical em escala maciça até a convergência sintática, morfológica e fonológica. Isso levou os estudiosos a se referirem ao sumério e acadiano no terceiro milênio como um sprachbund. O acádio gradualmente substituiu o sumério como uma língua falada em algum momento por volta de 2000 a.C. (a datação exata ainda é uma questão em debate), mas o sumério continuou a ser usado como uma língua sagrada, cerimonial, literária e científica na Mesopotâmia até o século I d.C..

### Tecnologia
As tabuletas do período registram: "(Desde os primeiros dias) ninguém havia feito uma estátua de chumbo, (mas) Rimus, rei de Quis, tinha uma estátua de si mesmo feita de chumbo. Ela estava diante de Enlil; e recitou suas virtudes (de Rimus) para o idu dos deuses". A estátua de cobre de Bassetki, moldada com o método de cera perdida, atesta o alto nível de habilidade que os artesãos acadianos alcançaram durante o período.